# Internationale Demokratische Frauenföderation
Die Internationale Demokratische Frauenföderation (IDFF) (französisch Fédération Démocratique Internationale des Femmes, FDIF; englisch Women’s International Democratic Federation, WIDF) wurde am 1. Dezember 1945 in Paris als Dachorganisation antifaschistischer Frauenorganisationen unter maßgeblicher Beteiligung sowjetischer und französischer Frauen gegründet. Es ist eine lose Vereinigung von Frauenorganisationen aus aller Welt, der 2009 rund 600 Mitglieder angehörten.

## Geschichte

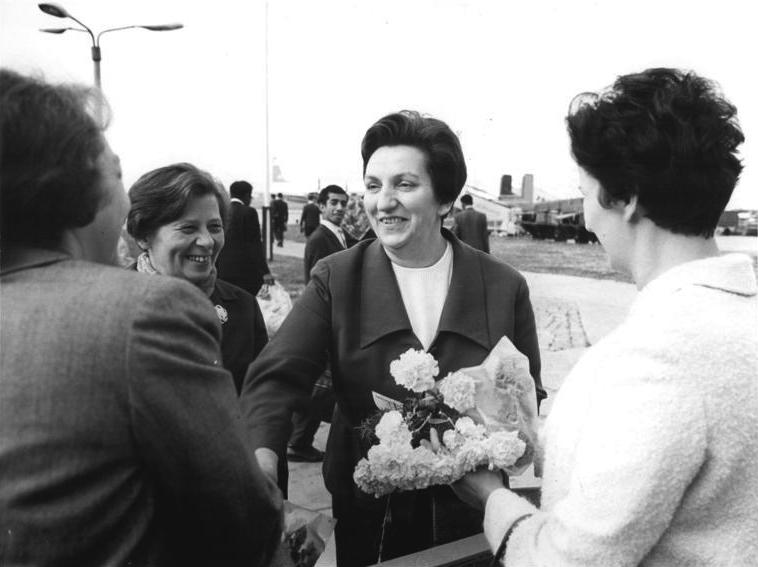
Ilse Thiele, Vorsitzende des DFD und DDR-Vertreterin in der IDFF, 1967

Präsidentin der nach dem Ende des Zweiten Weltkriegs neu gegründeten IDFF war von 1945 bis 1967 die Französin Eugénie Cotton (1881–1967). Als Nachfolgerin wurde 1969 die Finnin Hertta Kuusinen (1904–1974) gewählt, 1974 folgte die Australierin Freda Brown, 1992 die Sudanesin Fatima Ahmed Ibrahim, von 1994 bis 2002 die Französin Sylvie Jan und ab 2002 Marcia Campos aus Brasilien. Als Vizepräsidentinnen wurden bis 1990 in der Regel 10 bis 12 Vertreterinnen nationaler Organisationen gewählt, die das sozialistische Lager in Europa, die Befreiungsbewegungen in Afrika und Lateinamerika vertraten sowie Repräsentantinnen kommunistischer Organisationen in Westeuropa waren. Erste Generalsekretärin der IDFF war Marie-Claude Vaillant-Couturier; es folgten Angiola Minella (Italien), Carmen Zanti (Italien), Rosa Jasovich Pantaleon (Argentinien), Cécile Hugel (Frankreich), Fanny Edelman (Argentinien), Mirjam Vire-Tuominen (Finnland) und Brigitte Triems (DDR).
Bis 1949 hatten sich 60 Frauenorganisationen der IDFF angeschlossen; 1988 waren es 142 Frauenorganisationen aus 124 Ländern Europas, Asiens, Afrika und Lateinamerikas, 2002 gehörten 600 Organisationen aus 106 Ländern der IDFF an. Bedeutendstes deutsches Mitglied war die DDR-Massenorganisation Demokratischer Frauenbund Deutschlands.
Publikationsorgan der IDFF war die Zeitschrift „Frauen der ganzen Welt“, die in mehreren Sprachen erschien.

## Zugang zur „Weltfrauenbewegung“: Das IDFF-Mitglied „Demokratischer Frauenbund Deutschlands“ (DFD)
Den Grundstein für die Mitgliedschaft legten die engagiertesten Gründerinnen des Demokratischen Frauenbundes Deutschlands (DFD).
Hervorzuheben sind Maria Rentmeister und Emmy Damerius-Koenen. Ihnen gelang damit auf internationalem Terrain ein politischer Neubeginn, und es eröffnete sich in der unmittelbaren Nachkriegszeit mit Aufnahme in die IDFF der Zugang zur »Weltfrauenbewegung«.
Bei der Annäherung an die IDFF spielten neben dem frauenbewegten Momentum auch gemeinsame Widerstands- und Exilerfahrungen sowie persönliche Beziehungen, beispielsweise von Maria Rentmeister zu Eugénie Cotton und Marie-Claude Vaillant-Couturier eine nicht unwesentliche Rolle. Während der DFD-Delegation zur Exekutivtagung der IDFF in Stockholm (22.-25. September 1947) noch mit Zurückhaltung und Antipathie begegnet wurde, konnten sie diese bei weiteren Zusammentreffen im Aufnahmeprozess überwinden und Vertrauen gewinnen. Dies gelang insbesondere Emmy Damerius-Koenen zur Exekutivtagung der IDFF in Rom (15.-20. Mai 1948) sowie der DFD-Generalsekretärin Maria Rentmeister, die die offizielle Anerkennung des DFD in die IDFF zum II. Weltkongress der IDFF in Budapest (01.-06. Dezember 1948) als Delegationsleiterin entgegennahm. Vorausgegangen war eine basisdemokratische Abstimmung unter den DFD-Mitgliedern, wie sie nur aus den Anfangsjahren des DFD bekannt ist. Es stimmten insgesamt 98,5 Prozent aller Mitglieder der gewünschten Aufnahme des DFD in die IDFF zu.
Die DFD-Gründerinnen beanspruchten, »die Sprecherin für alle deutschen Frauen [zu] sein.« Sie »betrachtet[en] sich nicht als eine Vertretung der Ostzone und Berlins«, sondern wollten »den fortschrittlichsten Teil der deutschen Frauenbewegung« repräsentieren.
Im IDFF gelang es ihnen, bemerkenswert kurz nach dem Ende des Zweiten Weltkriegs sich über geopolitische Trennungen hinweg zu versammeln und ein internationales frauenpolitisches Ordnungsgeflecht mit zu weben. Vorrangig waren dabei Geschlechter- und Frauenrechtsfragen, die sie unabhängig vom Verlauf des Kalten Krieges zu bearbeiten versuchten.

## Organisationsprinzip
Oberstes Organ der IDFF waren die IDFF-Kongresse. Sie fanden teilweise in Form eines „Weltkongresses der Frauen“ statt, teilweise auch (so in den Jahren 1975 und 1981) direkt im Anschluss an den von der IDFF organisierten Weltfrauenkongress. Das Exekutivkomitee und seit 1953 der Rat der IDFF leiteten zwischen den Kongressen die Arbeit. Organe des IDFF-Exekutivkomitees bzw. Rates waren sein Büro (ehrenamtlich) und sein Sekretariat (hauptamtlich).

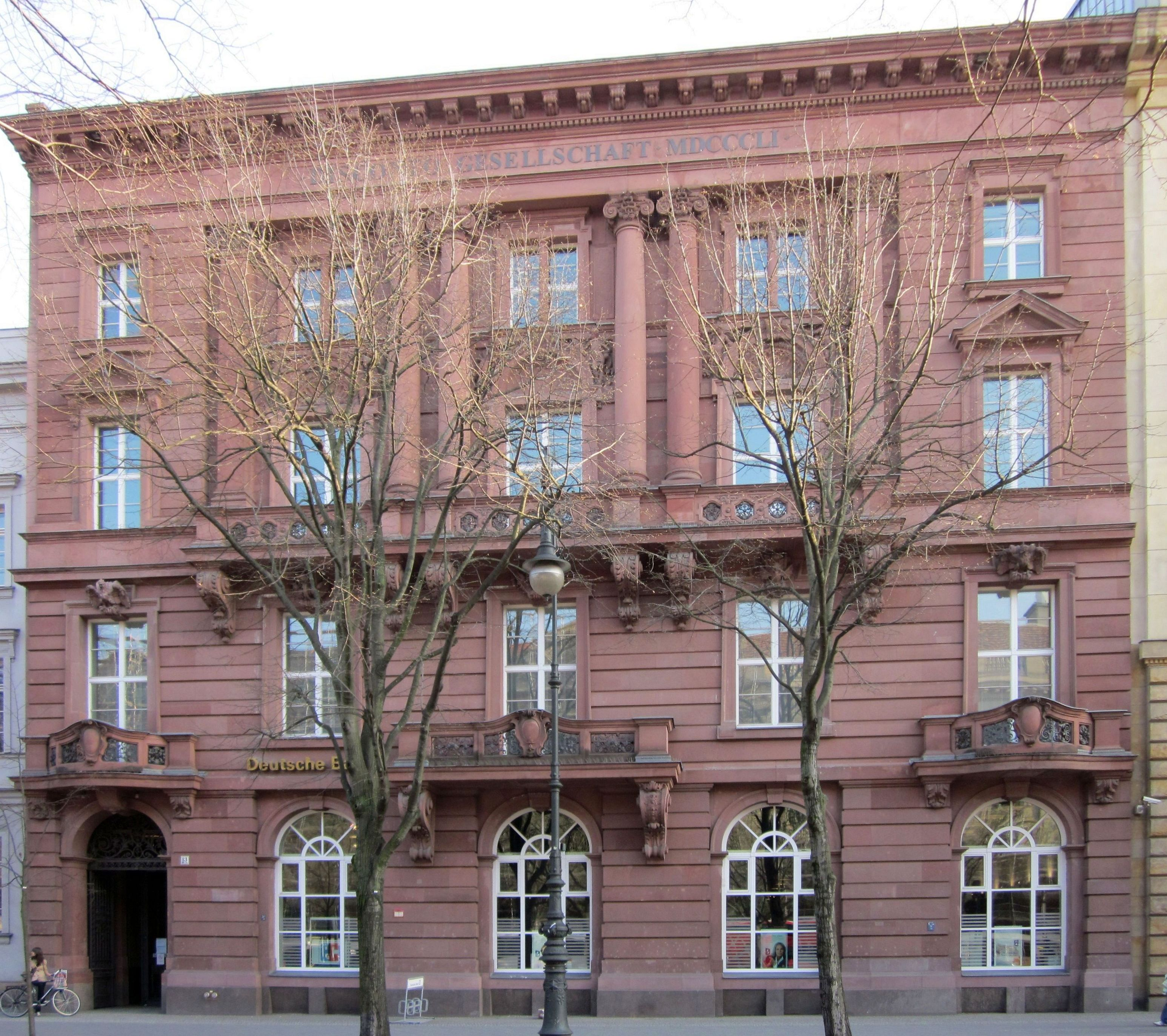
Sitz des IDFF-Sekretariats von 1951 bis 1992 in Berlin

Sitz der IDFF und ihres Sekretariats war bis 1951 Paris. Nachdem die IDFF (zusammen mit dem Weltgewerkschaftsbund und dem Weltbund der Demokratischen Jugend, die ebenfalls ihre Zentralen in Paris hatten) am 25. Januar 1951 von der französischen Regierung für aufgelöst erklärt worden war, zog das IDFF-Sekretariat im März 1951 nach Ost-Berlin in das Stammhaus der Disconto-Gesellschaft in der Straße Unter den Linden, wo es bis 1992 verblieb. Seitdem befindet sich das Sekretariat in Brasilien.
Die IDFF besaß Konsultativstatus beim Wirtschafts- und Sozialrat der UNO, bei der UNESCO und bei UNICEF. Als Hauptanliegen formuliert die IDFF „den Kampf für Frieden und Abrüstung, für nationale Unabhängigkeit und Demokratie, für die Rechte der Frauen und das Glück der Kinder“.

## Der IDFF nach 1989
Nach 1989 verlor die IDFF vor allem in Osteuropa und Afrika ihre finanzielle Unterstützung und Mitgliedsorganisationen sowie ihre internationale Präsenz. Im April 1994 in Paris orientierte sich die IDFF stärker auf eine Regionalisierung, ab 1998 auf Probleme der Gewalt gegen Frauen.

## Bewertungen
Der Politikwissenschaftler Wolfgang Rudzio schätzte die IDFF 1988 als prokommunistische „internationale Frontorganisation“ ein.

## Kongresse
- Internationaler Frauenkongress, 26. November bis 1. Dezember 1945, Paris
 Gründung der IDFF
- II. Weltkongress der IDFF, 30. November bis 6. Dezember 1948, Budapest (sollte ursprünglich im November 1948 in Helsinki stattfinden)
 Manifest an die Frauen aller Länder; Entschließung zum Vorschlag eines Internationalen Kindertags[6]
- Weltkongress der Frauen, 5. bis 10. Juni 1953, Kopenhagen
 1873 Teilnehmerinnen aus 67 Ländern
- IV. Kongress der IDFF, 1. bis 5. Juni 1958, Wien
- Weltkongress der Frauen, 24. bis 29. Juni 1963, Moskau
- Weltkongress der Frauen/VI. Kongress der IDFF, 14. bis 17. Juni 1969, Helsinki
- Weltkongress im Internationalen Jahr der Frau/VII. Kongress der IDFF, 20. bis 24. Oktober/26. Oktober 1975, Ost-Berlin
- 6. Weltkongress der Frauen/VIII. Kongress der IDFF, 8. bis 13. Oktober/14. und 15. Oktober 1981, Prag
- 7. Weltkongress der Frauen/IX. IDFF-Kongress, 23. bis 27. Juni 1987, Moskau
- 10. IDFF-Kongress, 1991, England
- 11. IDFF-Kongress, 1994, Le Blanc-Mesnil bei Paris
- 12. IDFF-Kongress, 18. bis 21. November 1998, Bobigny bei Paris
- 13. IDFF-Kongress, 29. November bis 1. Dezember 2002, Beirut
- 14. IDFF-Kongress, 7. bis 15. April 2007, Caracas[7]